# Club Deportivo Alianza Cristiana
Alianza Cristiana fue un club de fútbol peruano del distrito de Andoas, Provincia de Datem del Marañón, Departamento de Loreto, aunque juega como local en la ciudad de Iquitos. Fue fundado en 2008 y en 2013 jugó en la Segunda División del Perú.

## Historia
El Club Deportivo Alianza Cristiana. Fue fundado el 14 de abril del 2008 por iniciativa de Robinson Arahuanasa, director del colegio, en la comunidad Alianza Cristiana.

### La campaña en la Copa Perú 2012
En 2012, después de ser supcampeón en la liga de Distrital de Andoas, Campeón de la Etapa Provincial de Datem del Marañón, Campeón de la Etapa Departamental de Loreto y campeón de la Región II., Alianza Cristiana accedió a la Etapa Nacional; llegando hasta la semifinal luego de eliminar a Deportivo Municipal en octavos de final, y a Defensor San Alejandro en cuartos de final; luego quedaría eliminado en semifinales por el actual campeón de la Copa Perú Universidad Técnica de Cajamarca.
Ya en el 2013 la ADFP-SD le extendería una invitación para jugar la Segunda División Peruana 2013 por haber quedado en la etapa Nacional de la Copa Perú 2012.

### Segunda División y descenso por deudas
Empezó su participación en la Segunda División perdiendo por 2-1 ante Atlético Minero. Sin embargo, en la fecha 9 fue descendido a la Copa Perú 2014 por incumplir sus planillas. El equipo desaparecería en el 2013, por lo que ya no jugó la Copa Perú 2014.

## Uniforme
- Uniforme titular: Camiseta morada, pantalón morado, medias moradas.
- Uniforme alternativo: Camiseta blanca, pantalón blanco, medias blancas.

### Evolución del uniforme

#### Titular
| 2013 | 2013 |  |

#### Alternativo
| 2013 | 2013 |  |

### Indumentaria y patrocinador
| Periodo | Indumentaria |
| ------- | ------------ |
| 2012    | Rugare       |
| 2012    | NewLife      |
| 2013    | Jor          |
| 2013    | NewLife      |

| Periodo | Patrocinador                |
| ------- | --------------------------- |
| 2012    | Gobierno Regional de Loreto |
| 2013    | Kola San Martín             |

## Datos del club
- Temporadas en Primera División:  0.
- Temporadas en Segunda División:  1 (2013).
- Mayor goleada conseguida:
  - En campeonatos nacionales de local: Alianza Cristiana 3:0 Defensor San Alejandro (18 de noviembre del 2012)
  - En campeonatos nacionales de visita: Sportivo Huracán 0:1 Alianza Cristiana (25 de mayo del 2013)[2]
- Mayor goleada recibida:
  - En campeonatos nacionales de local: Alianza Cristiana 1:4 Deportivo Coopsol (27 de abril del 2013)[3]
  - En campeonatos nacionales de visita: Universidad Técnica de Cajamarca 7:0 Alianza Cristiana (28 de noviembre del 2012)[4]
- Mejor puesto en Segunda División:
- Peor puesto en Segunda División:

## Entrenadores
- Ricardo Solignac Ríos (2012)
- Octavio Vidales (2013)
- Alfredo Gutiérrez (2013)

## Palmarés

### Torneos regionales
| Competición regional                        | Títulos | Subcampeonatos |
| ------------------------------------------- | ------- | -------------- |
| Etapa Regional - Región III (1/0)           | 2012.   |                |
| Liga Departamental de Loreto (1/0)          | 2012.   |                |
| Liga Provincial del Datem del Marañón (1/0) | 2012.   |                |
| Liga Distrital de Andoas (0/1)              |         | 2012.          |